# تایکیچیرو موری
تایکیچیرو موری (انگلیسی: Taikichiro Mori; 1 march 1904 – ۳۰ ژانویه ۱۹۹۳ (۸۸ ساله)) اهالی کسب‌وکار، سرمایه‌دار و اقتصاددان اهل ژاپن بود، که در سال ۱۹۵۹ شرکت موری بیلدینگ را تأسیس کرد.